# 杨家镇 (蓬安县)
杨家镇，是中华人民共和国四川省南充市蓬安县下辖的一个乡镇级行政单位。

## 行政区划
杨家镇下辖以下地区：
杨家社区、杨场村、七里村、吕家村、双流村、书房村、伏岭村、茨藤村、拱桥村、圣合村、清华村、玉堂村、乡乐村、马坟村和八角村。